# Формальная спецификация
В информатике формальная спецификация — это математическое описание программной или аппаратной системы, которая может быть реализована в соответствии с этим описанием. Специфицируется, что должна делать система, но не то, как она должна это делать. Если существует спецификация системы, возможно применить методы формальной верификации, чтобы продемонстрировать, что система удовлетворяет (или будет удовлетворять) спецификации. Таким образом, можно проверить, будет ли конкретная спроектированная модель удовлетворять требованиям после реализации. Если верификация ПО исследует соответствие программы спецификации, то валидация исследует соответствие программы или спецификации требованиям пользователя.